# Ромбическая мозаика
| Ромбическая мозаика | Ромбическая мозаика                                              |
| ------------------- | ---------------------------------------------------------------- |
|                     |                                                                  |
| Тип                 | мозаика Лавеса                                                   |
| Диаграмма Коксетера | node · 3 · node_f1 · 6 · node · node_h1 · 3 · node · 6 · node_f1 |
| Грани               | ромбы 60°–120°                                                   |
| Конфигурация граней | V3.6.3.6                                                         |
| Группа симметрии    | p6m, [6,3], *632 p3m1, [3[3]], *333                              |
| Группа вращения     | p6, [6,3]+, (632) p3, [3[3]]+, (333)                             |
| Двойственная        | тришестиугольная мозаика                                         |
| Свойства            | рёберно транзитивная грань-транзитивная                          |

Ромбическая мозаика, кантующиеся блоки, обратимые кубы или кубическая решётка — мозаика одинаковых ромбов с углом 60° на евклидовой плоскости. Каждый ромб имеет два угла 60° и два 120°. Такие ромбы иногда называют диамондами. Множества из трёх ромбов соприкасаются вершинами с углом 120°, а множества из шести — вершинами с углом 60°.

## Свойства

Две шестиугольные мозаики с красными и синими рёбрами в ромбической мозаике

Четыре шестиугольные мозаики с красными, зелёными, синими и пурпурными рёбрами в ромбической мозаике

Ромбическую мозаику можно рассматривать как разделённую шестиугольную мозаику, в которой каждый шестиугольник разделён на три ромба, имеющих общую вершину в центре шестиугольника. Такое деление представляет правильную соединённую мозаику. Её можно рассматривать также как разделение четырёх шестиугольных мозаик, в которых шестиугольники разделены на 12 ромбов.
Диагонали ромба относятся как 1:√3.
Ромбическая мозаика является двойственной тригексагональной мозаике или решётке кагоме. Как двойственная мозаика однородной мозаики она является одной из одиннадцати возможных мозаик Лавеса, и её вершинная конфигурация обозначается как [3.6.3.6].
Мозаика является также одним из 56 возможных изоэдральных замощений четырёхугольниками и одной из восьми замощений плоскости, в которой любое ребро лежит на оси симметрии мозаики.

Ромбическая мозаика поверх двойственной ей тригексагональной мозаики

Можно вложить ромбическую мозаику в подмножество трёхмерной целочисленной решётки таким образом, что две вершины смежны тогда и только тогда, когда соответствующие точки решётки находятся на единичном расстоянии друг от друга. Более строго, когда число рёбер в кратчайшем пути между двумя вершинами мозаики равно расстоянию городских кварталов между соответствующих точек решётки. Таким образом, ромбическую мозаику можно рассматривать как пример бесконечного графа единичных расстояний и частичного куба.

## Применение в искусстве
Ромбическую мозаику можно интерпретировать как изометрическую проекцию множества кубов двумя различными путями, которые представляют обратимые фигуры, связанные с кубом Некера. Это явление известно как иллюзия «обратимых кубов».
В ксилографиях Метаморфозы I, Метаморфозы II и Метаморфозы III Эшер использует эту интерпретацию мозаики как путь преобразования из двумерных в трёхмерные формы. В другой его работе, Цикл (1938) , Эшер играет со внутренним противоречием между двухмерностью и трёхмерностью этой мозаики — на рисунке нарисованы здания, которые имеют большие кубические блоки в качестве архитектурных элементов и внутренний дворик наверху, замощённый ромбической мозаикой. Человеческие фигурки, спускающиеся из дворика вниз по кубам, становятся стилизованными и плоскими. Эти работы используют только одну трёхмерную интерпретацию мозаики, но в картине Выпуклый и вогнутый Эшер экспериментирует с обратимыми фигурами и включает изображение обратимых кубов на флаге.

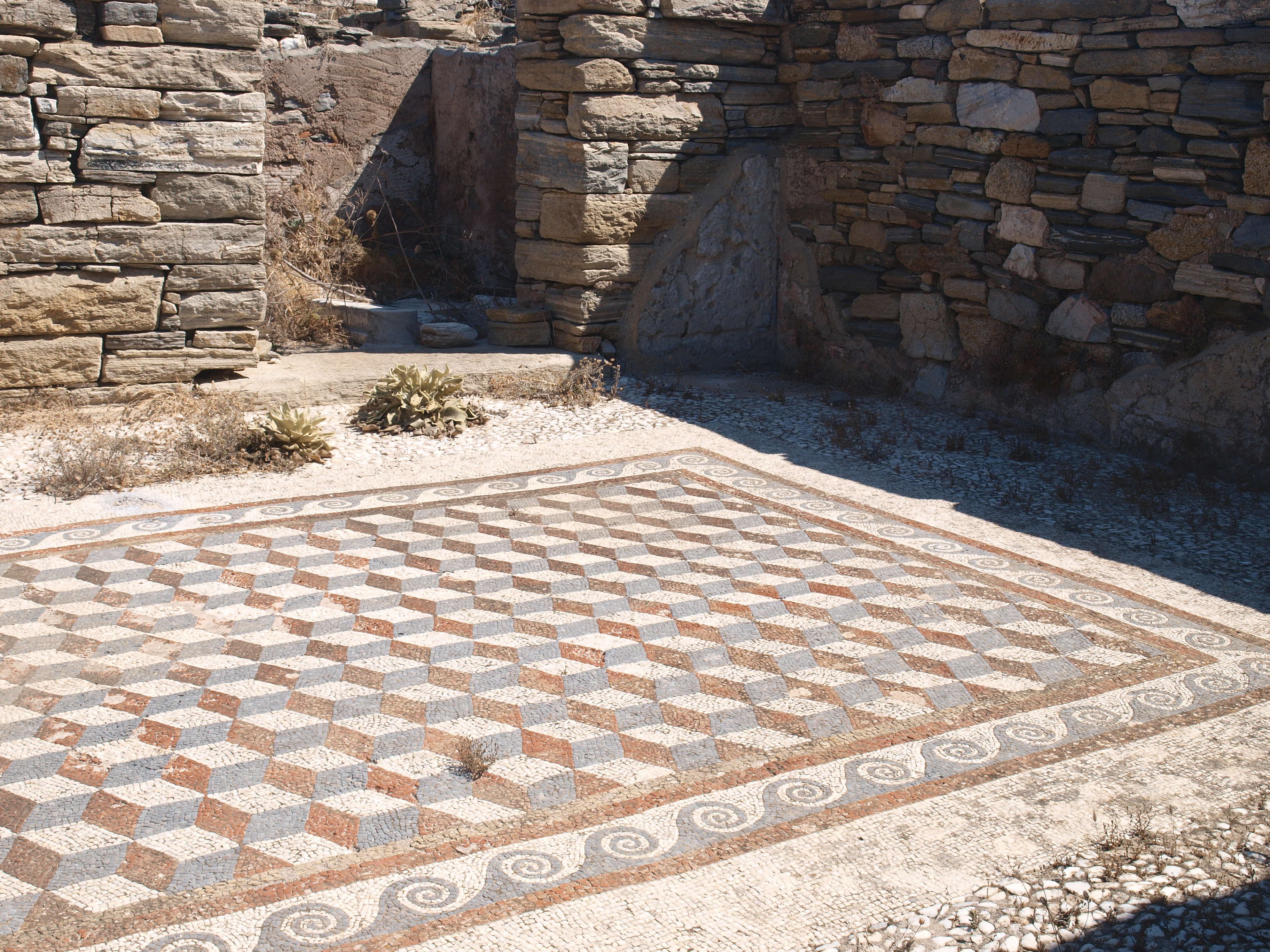
Ромбическая мозаика пола на острове Дилос

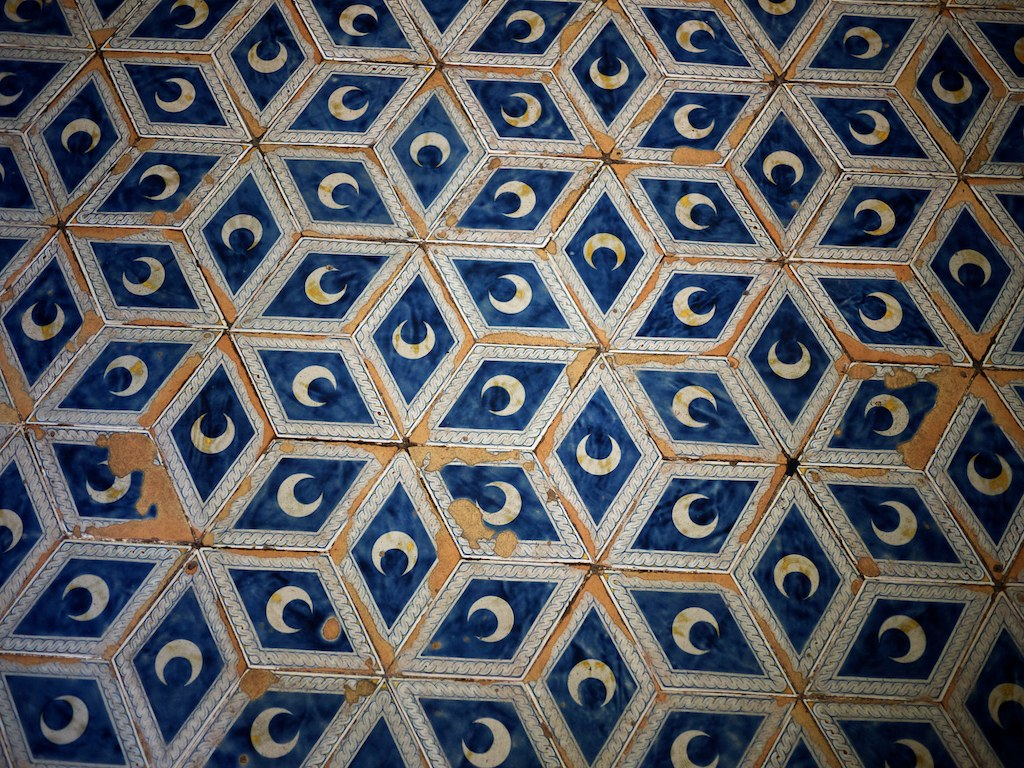
Ромбическая мозаика на полу Сиенского собора

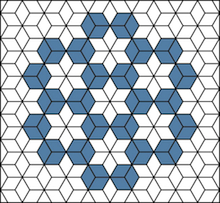
Не выраженная явно ромбическая мозаика в — с герба Geal/e

Ромбическая мозаика используется также для паркета и как плитка для пола или стен, иногда с изменением формы ромбов Ромбический рисунок обнаруживается на древнем мозаичном полу в греческом Дилосе и на итальянском полу 11-го столетия, хотя плитка в мозаике Сиенского собора более позднего производства. Стёганый материал, известен с 1850-х годов как узор «кувыркающихся блоков», что выражает визуальный диссонанс, вызванный двоякой трёхмерной интерпретацией. Этот узор имеет много других названий, например, небесная лестница и ящик Пандоры. Считается, что этот узор использовался в качестве сигнала на подпольной железной дороге — когда рабы видели его повешенным на ограде, они собирали свои пожитки и скрывались. В этих декоративных узорах могут использоваться ромбы различных цветов, но обычно используются три оттенка, более светлые ромбы с горизонтальными длинными диагоналями и более тёмные в других двух направлениях, что усиливает их эффект трёхмерности.
Существует одно известное присутствие ромбической и тришестиугольной мозаик в английской геральдике — на гербе армии Geal/e.

## Топологически эквивалентные мозаики
Ромбическая мозаика иногда осуществляется с меньшей степенью симметрии. Например, следующие два варианта. Иногда эти варианты называются кубической мозаикой за иллюзию трёхмерных сложенных кубиков, видимых под углом.
|  |  |

## Другие приложения
Ромбическую мозаику можно рассматривать как результат наложения двух различных шестиугольных мозаик, сдвинутых так, что вершины одной мозаики оказываются в центре шестиугольников другой мозаики. В таком виде ромбическая мозаика может быть использована для создания блочного клеточного автомата, в котором ячейками автомата являются ромбы мозаики, а блоками в чередующихся шагах автомата служат шестиугольники двух мозаик. В этом контексте автомат называется «полем Q*bert», по названию видеоигры Q*bert, в которой игровое поле выглядит как пирамида из кубов.
Поле Q*bert можно использовать для поддержки универсальной системы путём имитации бильярдного компьютера.
В физике конденсированного состояния ромбическая мозаика известна как кубическая решётка или двойственная решётка кагоме. Она является одной из нескольких повторяющихся структур, использовавшихся для изучения модели Изинга и связанных систем взаимодействия спинов в двухатомных кристаллах, а также изучалась в теории перколяции.

## Симметрия
Ромбическая мозаика имеет *632 симметрий, но вершины можно выкрасить в чередующиеся цвета, что приводит к *333 симметриям.
| Рисунок   | (2 colors)                    | (3 colors)           |
| Симметрия | p6m, [6,3], (*632)            | p3m1, [3[3]], (*333) |
| Коксетер  | node · 6 · node_f1 · 3 · node | =                    |

## Связанные многогранники и мозаики
Ромбическая мозаика является двойственной тригексагональной мозаике, а потому принадлежит множеству мозаик, однородных двойственным. Она является также частью последовательности ромбических многогранников и мозаик с группой симметрий Коксетера [n,3], которая начинается с куба, который можно рассматривать как ромбический шестигранник, а ромбами в нём служат квадраты. n-ый элемент этой последовательности имеет конфигурацию граней V3.n.3.n.
|         | Сферические | Сферические | Сферические | Евклидовы | Гиперболические | Гиперболические | Гиперболические |
| *n32    | *332        | *432        | *532        | *632      | *732            | *832...         | *∞32            |
| ------- | ----------- | ----------- | ----------- | --------- | --------------- | --------------- | --------------- |
| Мозаика |             |             |             |           |                 |                 |                 |
| Конф.   | V(3.3)2     | V(3.4)2     | V(3.5)2     | V(3.6)2   | V(3.7)2         | V(3.8)2         | V(3.∞)2         |

Ромбическая мозаика является одним из многих способов замощения плоскости ромбами.
Другие включают
плоскую версию квадратного паркета (с параллельным переносом)
мозаику, использованную в схеме жёсткого складывания Миура-ори (чередующиеся параллельные переносы и отражения)
мозаику Пенроуза, которая использует два вида ромбов с острыми углами 36° и 72° апериодично, а также другие апериодичные мозаики
К ним примыкает и мозаика «Сфинкс», которая подобно ромбической мозаике базируется на шестиугольной мозаике.